# Schoterveense Molen
De Schoterveense Molen is een wipmolen in Haarlem.
De molen bemaalt de Schoterveenpolder en is waarschijnlijk voor 1600 gebouwd. De molen is maalvaardig, maar de te bemalen polder is in de loop der jaren zo klein geworden dat de molen eigenlijk geen functie meer heeft. De molen is een rijksmonument en de bijbehorende woning is een gemeentelijk monument.